# Барцяни
Барцяни (пол. Barciany, нім. Barten) — село в Польщі, у гміні Барцяни Кентшинського повіту Вармінсько-Мазурського воєводства.
Населення — 1154 особи (2011).

## Демографія
Демографічна структура станом на 31 березня 2011 року:
|          | Загалом | Допрацездатний вік | Працездатний вік | Постпрацездатний вік |
| -------- | ------- | ------------------ | ---------------- | -------------------- |
| Чоловіки | 588     | 131                | 406              | 51                   |
| Жінки    | 566     | 97                 | 342              | 127                  |
| Разом    | 1154    | 228                | 748              | 178                  |